# NGC 2547
NGC 2547 is een open sterrenhoop in het sterrenbeeld Zeilen. Het hemelobject werd in 1751 ontdekt door de Franse astronoom Nicolas Louis de Lacaille.

## Synoniemen
- OCL 753
- ESO 209-SC18
- AM 0808-490